# Accademia ligustica di belle arti
L'Accademia ligustica di belle arti è un istituto culturale italiano con sede a Genova.

## Storia
L'accademia venne fondata a Genova nel 1751, riunendo le funzioni di scuola di formazione artistica e di museo. L'aggettivo ligustica deriva dal nome della regione Liguria, dall'originario nome dei Liguri nell'Antichità (Lygies).
Negli anni tra il 1969 e il 2001, sotto la direzione di Gianfranco Bruno, l'Accademia viene rinnovata e nel 1980 viene allestito il Nuovo Museo dell'Accademia.
Situata nella centrale piazza De Ferrari e circondata da un ombroso porticato che si prolunga fino al vicino teatro Carlo Felice, ha avuto fra i suoi docenti personaggi di fama internazionale tra i quali: i pittori Cesare Viazzi, Giannetto Fieschi e Mario Chianese, l'artista performativo Cesare Viel, il fotografo Fredrick Clarke, e il pittore informale neo-espressionista Roberto Merani.
Tra i diplomati celebri presso l'Accademia ligustica vi sono l'italo-britannica Vanessa Beecroft, conosciuta per le sue performance, il pittore Rubaldo Merello, il pittore Vasco Menegozzo, lo scultore Edoardo De Albertis, il pittore Pietro Geranzani e l'attore Gilberto Govi.

## Il palazzo dell'accademia

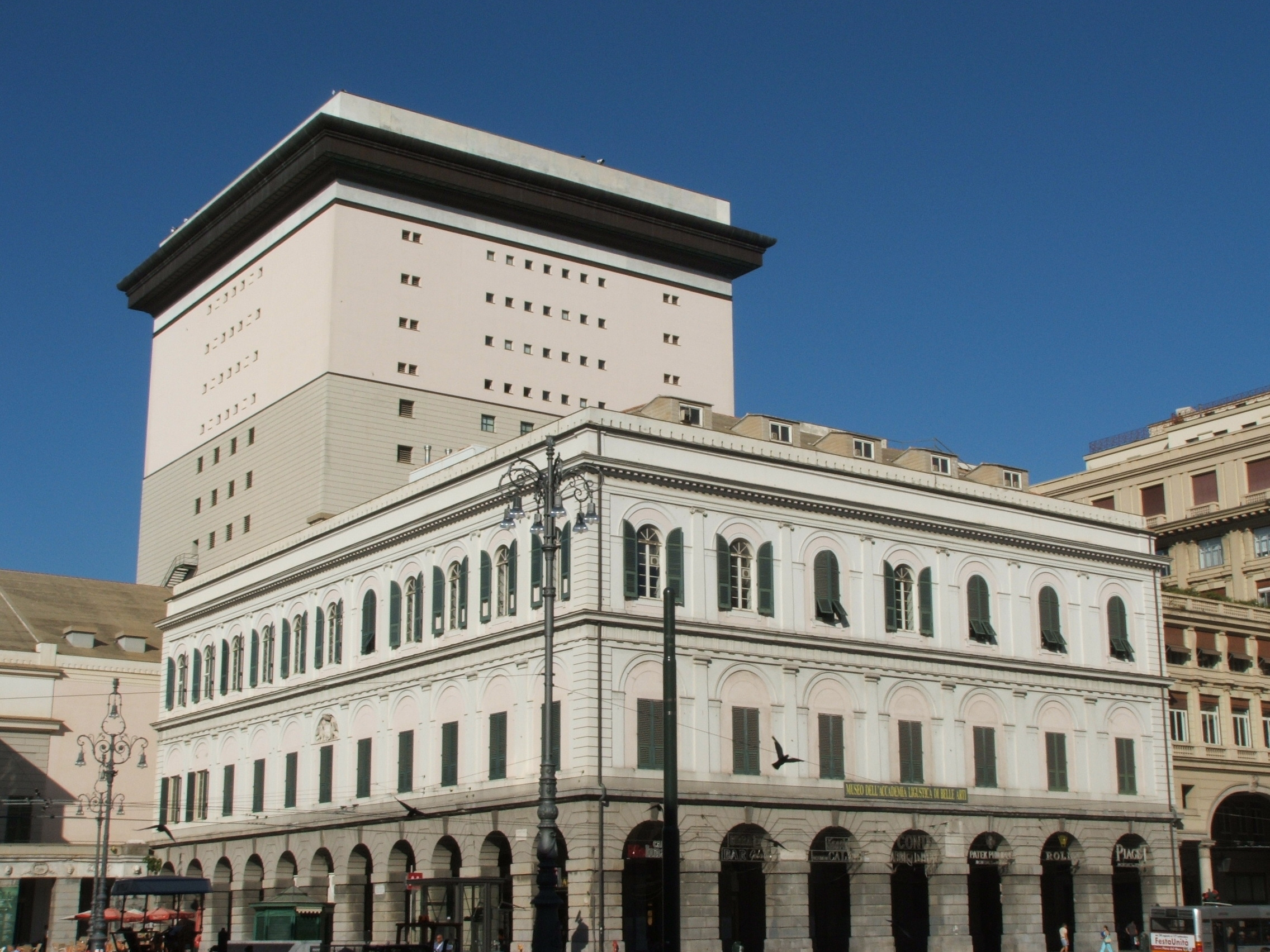
Il palazzo dell'Accademia ligustica con alle spalle la torre scenica del teatro Carlo Felice

Il palazzo che ospita l'Accademia fu costruito sul sito del demolito convento di San Domenico, su progetto di Carlo Barabino, fra il 1826 e il 1831.
Il palazzo subì diversi danni alla struttura nel corso dei bombardamenti aerei nel 1942 ma fu presto completamente ristrutturato.

## Il museo
All'interno dell'Accademia si trova un museo, inaugurato nel 1980, le cui opere più importanti sono visibili al pubblico, mentre la collezione completa è consultabile dagli studiosi. Conserva opere di autori attivi tra il Duecento e il Quattrocento: Francesco di Oberto, Nicolò da Voltri, Donato de' Bardi, Nicolò Corso, Manfredino Boxilio, Antonio Semino, Perin del Vaga e Luca Cambiaso (Cristo davanti a Caifa).
Tra gli autori del Sei e Settecento sono invece rappresentati: Bernardo Strozzi, Giovanni Battista Paggi, Luciano Borzone, Giovanni Andrea Ansaldo, Domenico Fiasella, Gioacchino Assereto, Giovanni Andrea De Ferrari, Giovanni Benedetto Castiglione, Sinibaldo Scorza, Orazio De Ferrari, Valerio Castello e Domenico Piola.
L'Ottocento è invece rappresentato da: Giberto Borromeo Arese, Tammar Luxoro, Ernesto Rayper, Alfredo d'Andrade, Serafin Avendano, Luigi Bechi, Serafino De Tivoli, Giuseppe Abbati, Vincenzo Cabianca, Domenico Morelli, Cesare Viazzi, Nicolò Barabino.
Il XX secolo vede rappresentanti come: Plinio Nomellini, Rubaldo Merello, Giuseppe Cominetti, Giuseppe Sacheri, Andrea Figari, Antonio Discovolo, Oscar Saccorotti, Eso Peluzzi.
Completano la collezione due dipinti di Anton Raphael Mengs e opere di Plinio Nomellini, Aldo Bosco, Cecilia Ravera Oneto e Plinio Mesciulam
Oltre ai quadri fanno parte del patrimonio dell'Accademia anche sculture, calchi, disegni, stampe e ceramiche.